# Uretra
La uretra (del llatí urethra) és el conducte pel qual discorre l'orina des de la bufeta urinària fins a l'exterior del cos durant la micció. La funció de la uretra és excretora en ambdós sexes i també compleix una funció reproductiva en l'home en permetre el pas del semen des de les vesícules seminals que aboquen a la pròstata fins a l'exterior.

## Anatomia
La uretra és més curta en la dona que en l'home. En la dona la uretra té una longitud entre 2,5 i 4 centímetres i desemboca en la vulva entre el clítoris i l'introit vaginal. Aquesta curta longitud de la uretra femenina explica la major susceptibilitat de cistitis en les dones. En l'home la uretra té una longitud d'uns 20 centímetres i s'obre a l'exterior en el meat uretral del gland. En aquest llarg recorregut, la uretra masculina té diferents porcions que són: 
1. Uretra prostàtica: Discorre a través de la pròstata, on aboquen els conductes deferents.
2. Uretra membranosa: És una curta porció d'un o dos centímetres a través de la musculatura del sòl de la pelvis que conté l'esfínter uretral extern, un múscul esquelètic que controla voluntàriament la micció. La uretra membranosa és la porció més estreta de la uretra.
3. Uretra esponjosa: Es diu així perquè es troba en l'interior del cos esponjós del penis, una beina erèctil que recorre tota la cara ventral del penis. Té una longitud d'uns 15-16 centímetres.

## Histologia
L'epiteli que recobreix l'interior de la uretra és un epiteli transicional quan s'inicia de la bufeta urinària. Després es transforma en un epiteli columnar estratificat i prop del meat urinari es transforma en epiteli escatós estratificat. Existeixen petites glàndules productores de moc que protegeixen la uretra de la corrosiva orina.

## Malalties associades
- Hipospàdia
- Uretritis
- Estenosi uretral